# Generalização
Generalização, na lógica, é a operação intelectual que consiste em reunir numa classe geral, termo ou proposição, um conjunto de seres ou fenômenos similares.